# Kiremitte karides

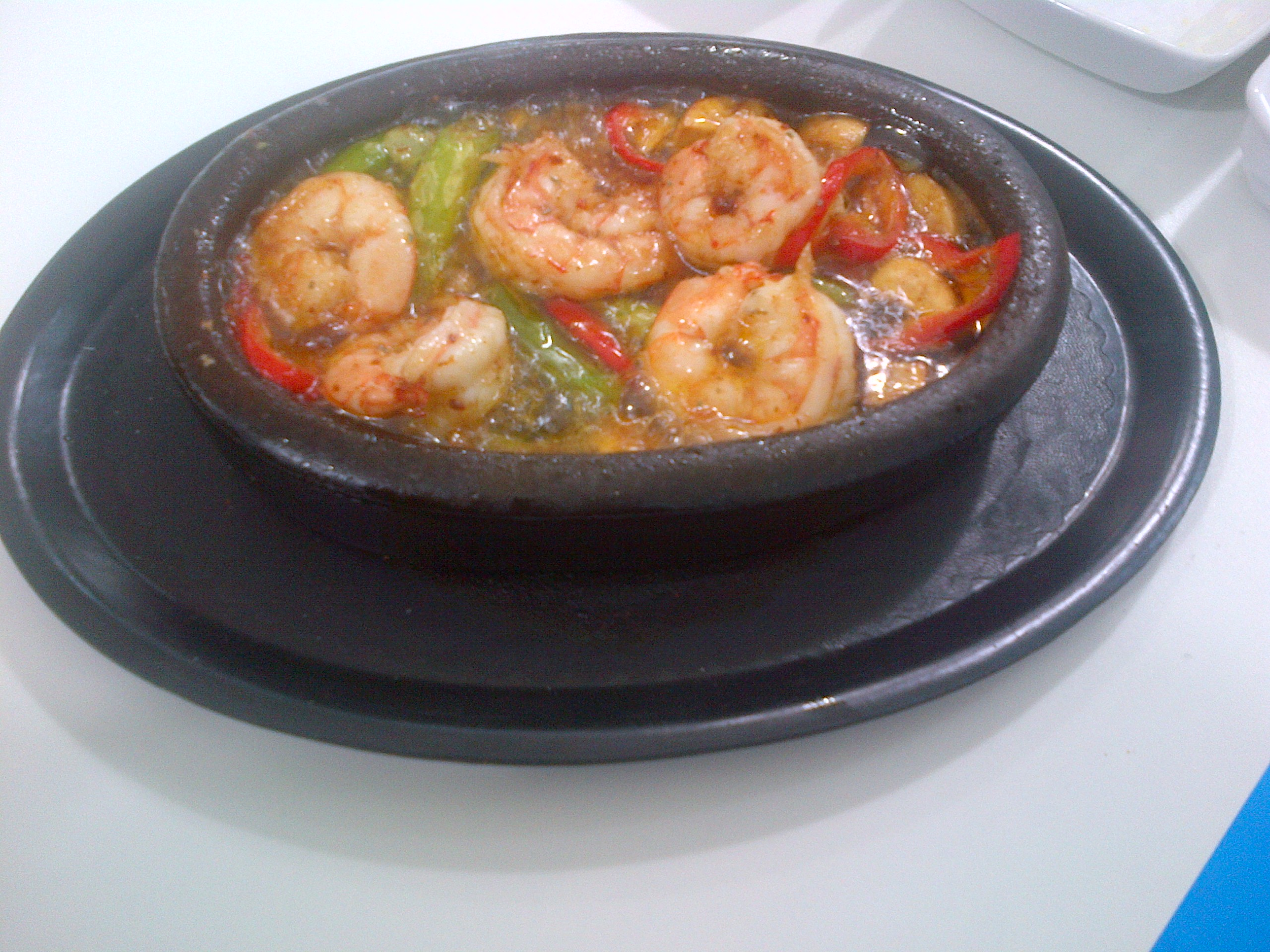
Kiremitte karides o kiremitte tereyağlı karides.

Kiremitte karides o Kiremitte tereyağlı karides és un plat de gambes de la cuina turca. Es pot traduir com gambes al maó o gambes al maó amb mantega. (Moltes vegades en turc els recipients de terra es poden anomenar com "güveç" o "kiremit".)
Es tracta de gambes grans, anomenades "jumbo karides" en idioma turc, fregides en mantega dins d'una cassola de fang o una paella (després servit en cassola per conservar escalfa). S'assembla al plat aspanyol "gambas al ajillo" (gambes amb allada) i al plat turc "karides güveç", amb la diferència que en comptes d'oli es fa servir mantega per esbossar i no es fa servir ni tomàquet o salsa dona tomàquet ni formatge fos com a karides güveç. S'agreguen bastants alls i bitxos verds i vermells a la mantega fosa. Moltes vegades també s'agreguen xampinyons. Mentre que al karides güveç s'utilitzen gambes o caridea, aquest plat només es prepara amb gambes grans. Moltes vegades es menja untant pa fresc en el seu brou picant que té una quantitat considerable de pebrots escates, anomenat pul biber.